# Кристофер Еклстон
Кристофер Еклстон (енгл. Christopher Eccleston; 16. фебруар 1964. у Солфорду), је енглески филмски, телевизијски и позоришни глумац.
Најпознатији је по улози Деветог Доктора у телевизијској серији Доктор Ху. Познат је по улогама у филмовима као што су Мало убиство међу пријатељима (1994), Минут за бег (2000), Духови у нама (2001), 28 дана касније (2002), Џи Ај Џо: Успон Кобре (2009), Тор: Мрачни свет (2013) и Легенда (2015).